# La Concha, Chihuahua
La Concha är en ort i Mexiko.   Den ligger i kommunen Temósachi och delstaten Chihuahua, i den nordvästra delen av landet, 1 400 km nordväst om huvudstaden Mexico City. La Concha ligger 1 964 meter över havet och antalet invånare är 177.
Terrängen runt La Concha är kuperad åt nordväst, men åt sydost är den platt. La Concha ligger nere i en dal. Runt La Concha är det mycket glesbefolkat, med 2 invånare per kvadratkilometer. Närmaste större samhälle är Presón de Golondrinas, 16,2 km väster om La Concha. Omgivningarna runt La Concha är i huvudsak ett öppet busklandskap.